# Joan de Zwart-Bloch
J.N. (Joan) de Zwart-Bloch (Amsterdam, 25 april 1959) is een Nederlandse D66-politica en bestuurster.

## Biografie

### Opleiding en loopbaan
De Zwart-Bloch behaalde in 1977 haar havo-diploma aan het Hervormd Lyceum Zuid in Amsterdam en was tot 1978 werkzaam als gezins- en bejaardenverzorger bij de UVV in Amsterdam. Van 1978 tot 1981 volgde zij een opleiding tot A-verpleegkundige in het Wilhelmina Gasthuis en het Binnengasthuis in Amsterdam. Van 1981 tot 1983 was zij verpleegkundige op de eerste hulp in het Wilhelmina Gasthuis in Amsterdam en het Marinehospitaal in Overveen.
Tussen 1983 en 1990 kreeg De Zwart-Bloch drie kinderen en hield zij zich bezig met vrijwilligerswerk. Van 2002 tot 2003 volgde zij een post-hbo opleiding tot praktijkondersteuner. Tot 2009 volgde zij een master Health Care and Social Work aan de Hogeschool Saxion en daarmee behaalde zij een Master of Arts. Van 2005 tot 2008 was zij eigenaar van een adviesbureau op het gebied van zorg en welzijn.

### Politieke loopbaan
In 1990 werd De Zwart-Bloch politiek actief toen zij bestuurslid en fractievertegenwoordiger werd van de afdeling Zutphen/Warnsveld van D66. In 1994 werd zij gemeenteraadslid en in 1998 tot 2001 D66-fractievoorzitter van Zutphen. Van 2002 tot 1 januari 2005 was zij wethouder van Zutphen en had zij in haar portefeuille welzijn, volksgezondheid, toerisme en recreatie.
Na de gemeentelijke herindeling op 1 januari 2005 tussen Zutphen en Warnsveld werd De Zwart-Bloch tot 2008 opnieuw gemeenteraadslid en D66-fractievoorzitter van Zutphen. Van 2009 tot 2013 tot was zij bestuurslid van zowel het landelijke bestuur als de bestuurdersvereniging van D66. In april 2008 werd zij burgemeester van Blaricum. In april 2022 kondigde zij haar vertrek aan om in januari 2023 afscheid te nemen. Bij haar afscheid werd zij benoemd tot ereburger van Blaricum.
Op 5 juni 2025 werd De Zwart-Bloch benoemd tot burgemeester van Laren.  

### Persoonlijk
De Zwart-Bloch is getrouwd en heeft drie kinderen.